# Ismênia Coaracy
Ismênia de Araújo Coaracy  (* 19. Dezember 1918 in Sertãozinho, São Paulo, Brasilien; † 31. Mai 2022 in São Paulo) war eine brasilianische Malerin, Zeichnerin, Illustratorin und Lehrerin.
Coaracy begann 1946 zu malen. Sie studierte an der Museum of Modern Art Crafts School of São Paulo (MAM) von 1956 bis 1958 Gravur bei Livio Abramo, Wandmalerei bei Clovis Gracianound und Kunstgeschichte bei dem Kunsthistoriker Wolfgang Pfeiffer. 1958 gehörte sie mit Arcângelo und Tomás Ianelli, Tikashi Fukushima, Wega Nery und Manabu Mabe der Guanabara-Gruppe an. Um 1960 studierte sie bei Paulo Duarte, Keramik und Skulptur bei André Osze. Sie fertigte Illustrationen für die Zeitungen Estado, Folha de S. Paulo und für die Zeitschrift Leitura an, lernte Töpfer- und Wandmalerei und unterrichtete Malerei im Hospital das Clínicas in São Paulo. Im Jahr 1962 studierte sie bei Clovis Graciano Malerei in der Fundação Armando Alvares Penteado (FAAP). Von 1973 bis 1974 produzierte sie vier Filme im Super-8-Format. Ihre Werke stellte sie von 1963 bis 1967 bei drei Biennalen von São Paulo und bei Gemeinschaftsausstellungen im Ausland aus.
Sie starb am 31. Mai 2022 im Alter von 103 Jahren in São Paulo.

## Einzelausstellungen
- 1960: Galerie der Blätter von São Paulo, Lerner-Preis für Malerei
- 2000: 50 Jahre Karriere im Rückblick, Museu da Escultura Brasileira, São Paulo
- 2002: Centro Brasileiro Britânico, São Paulo
- 2005: Centro Brasileiro Britânico, São Paulo